# Cerstin Schmidt

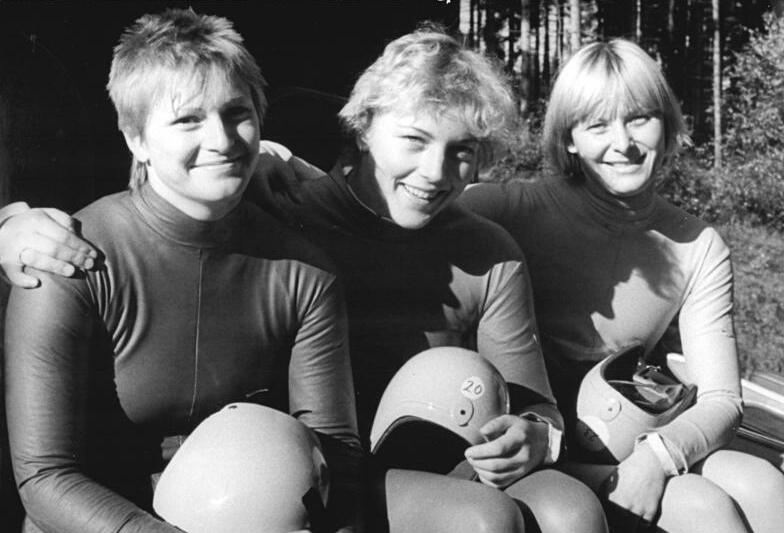
Ute Oberhoffner (links), Birgit Görlitzer und Cerstin Schmidt (rechts) auf der Oberhofer Bahn, 18. Oktober 1986

Cerstin Schmidt (* 5. März 1963 in Zwickau) ist eine ehemalige deutsche Rennrodlerin.
Cerstin Schmidt betrieb seit 1973 bei der BSG Lok Zwickau den Rennrodelsport. 1977 wurde sie in die KJS nach Oberwiesenthal delegiert. Bei den Kinder- und Jugendspartakiaden 1977 und 1979 erreichte sie jeweils den zweiten Platz. Ihr erster internationaler Auftritt 1982 bei der Junioren-Weltmeisterschaft misslang wegen eines Sturzes gründlich. Seit 1984 startete sie für das Nationalteam der DDR, wo sie Bettina Schmidt ersetzte. 1985 feierte sie ihren ersten großen Erfolg mit dem zweiten Platz bei den Weltmeisterschaften in Oberhof hinter ihrer Landsfrau Steffi Martin und vor Birgit Weise, die ebenfalls aus der DDR kam. Zusätzlich gewann sie 1985 den Gesamtweltcup. Ein Jahr später wurde sie in Hammarstrand vor Steffi Martin und Ute Oberhoffner bei einem erneuten Dreifachsieg der DDR Europameisterin. 1987 feierte sie mit dem Gewinn der Weltmeisterschaft in Igls bei einem weiteren dreifachen Triumph der DDR-Rodlerinnen (vor Gabriele Kohlisch und Ute Oberhoffner). Sie beendete ihre Karriere 1988 mit dem Gewinn der Bronzemedaille bei den Olympischen Winterspielen 1988 in Calgary beim nächsten Dreifachtriumph der damals alles beherrschenden Rodlerinnen aus der DDR (hinter Steffi Walter und Ute Oberhoffner). 1984, 1986 und 1987 war sie DDR-Meisterin. 1986 wurde sie mit dem Vaterländischen Verdienstorden in Silber und 1988 in Bronze ausgezeichnet.
Schmidt studierte Werbeökonomie in Berlin und heiratete 1988 den Sportfotografen Harald Almonat. Sie startete für den SC Traktor Oberwiesenthal und wurde von Franz Schneider und Wilfried Jüchert trainiert. Sie lebt heute in Berlin.

## Erfolge

### Weltcupsiege
Einsitzer
| Nr. | Datum         | Ort        | Bahn                                              |
| --- | ------------- | ---------- | ------------------------------------------------- |
| 1.  | 13. Jan. 1985 | Imst       | Rodelbahn Imst                                    |
| 2.  | 10. März 1985 | Oberhof    | Rennrodelbahn Oberhof                             |
| 3.  | 5. Jan. 1986  | Oberhof    | Rennrodelbahn Oberhof                             |
| 4.  | 12. Jan. 1986 | Königssee  | Kombinierte Kunsteisbahn am Königssee             |
| 5.  | 23. Feb. 1986 | St. Moritz | Olympia Bob Run St. Moritz–Celerina               |
| 6.  | 18. Jan. 1987 | Oberhof    | Rennrodelbahn Oberhof                             |
| 7.  | 8. Feb. 1987  | Königssee  | Kunsteisbahn Königssee                            |
| 8.  | 22. Feb. 1987 | Calgary    | Bob- und Rennschlittenbahn im Canada Olympic Park |